# Manuel Astica
Manuel Astica Fuentes (Linares (Chile), 1906 - Valparaíso, 1996) fue un dirigente sindical, periodista, marino y escritor chileno.

## Biografía
En su primera juventud perteneció a las hordas de las Juventudes Católicas y fue cercano a Clotario Blest y actuó como activista obrero en las oficinas salitreras del cantón de Antofagasta.
Considerado habitualmente como el cabecilla de la Sublevación de la Escuadra de Chile, ocurrida en Coquimbo en septiembre de 1931. Concretamente actuó como secretario del llamado "Estado Mayor de las Tripulaciones". Llegó a involucrarse en dicho suceso tras enrolarse como cabo despensero del acorazado Almirante Latorre a principios del mismo año. Los oficiales navales consideraron posteriormente su incorporación a la marina como un acto político premeditado, fruto de su cercanías al comunismo. Tras el fracaso de la rebelión, fue condenado a presidio perpetuo por un Consejo de Guerra, pena que fue primero conmutada por relegación por el gobierno de Juan Esteban Montero. Astica fue luego incluido en una amnistía decretada por la breve República Socialista de Chile de Marmaduke Grove.
En su tiempo en prisión en la Penitenciaría de Santiago, escribió una novela que mezcla la aventura marina y la ciencia ficción, girando en torno al tópico de una civilización perdida: Thimor (1932), la que es considerada la primera novela utópica chilena.
Posteriormente se desempeñó como redactor jefe del diario El Día de Talca, colaborador del diario La Unión y El Mercurio de Valparaíso. Vivió en esta última ciudad desde 1938 hasta su muerte. No abandonó su ideario político, siendo incluso considerado como el precursor del diálogo cristiano marxista en Chile entre las décadas de 1950 y 1970.
Fue miembro, junto con Alfonso Alcalde y Eduardo Anguita del colectivo literario La Mandrágora. Fue galardonado con el Premio Municipal de Literatura de Valparaíso en 1992 y posteriormente con el Premio Municipal de Viña del Mar en 1994.

## Obra
- A orillas del Mapocho: conferencias populares dadas en la tribuna pública del centro social católico (1924)
- Thimor, con prólogo de Antonio Acevedo Hernández (1932, reeditada en 2018)
- Bitácora: poemas (1963)
- Para arreglar esta mesa... (1972)
- Las columnas del mar (poesía)
- Cervantes en las investigaciones Cervantinas : Ensayo-Conferencia dictada en el Instituto Chileno de Cultura Hispánica de Valparaíso (1984)
- Libro de horas y agujas de marear (1989)